# Форможански црни медвед
Форможански црни медвед (臺灣黑熊, Ursus thibetanus formosanus, или Selenarctos thibetanus formosanus), познат као белогрли медвед, ендмеска је подврста медведа која живи на Тајвану. Он је највећа копнена животиња и једини домаћи медвед (Ursidae) на Тајвану.
Због тешке експлотације и деградације станишта у последњих неколико деценија, популација форможанског црног медведа је у паду. Ова подврста је наведана као „угрожена” у закону заштити дивљих животиња на Тајвану (традиционално кинеско писмо: 野生動物保育法) од 1989. године. Његова станишта су ограничена на удаљена, изолована, подручја на висинама 1.000—3.500 метара.

## Физичке карактеристике
Форможански црни медвед је снажне грађе и има округлу главу, кратак врат, мале очи и дугу њушку. Уши су му дуге 8—12 цм. Њушка му је слична као код пса, стога његов надимак је „пас медвед”. Реп му је неупадљив и кратак — дуг је 10 цм. Тело је покривено грубом, црном длаком, која може да нарасте више од 10 цм око врата. Врх браде му је бео. На грудима постоји бела ознака у облику слова V или у облику полумесеца. Због тога је добио надимак „месечев медвед”.

## Исхрана
Храни се лишћем, пупољцима, воћем, корењем, једе и мале инсекте, мале животиње и стрвине. Исхрану медведа прате и у националном парку Јушан. Током лета једе меке плодове који су богати угљеним хидратима, а током јесени и зиме једе жиреве и орахе.

## Станиште и понашање
Форможански црни медвед живи у планинским шумама на истоку Тајвана на висинама од 1.000 до 3.000 метара. Од 24 сата он је активан само 54—57%, а више је активан током лета (60%), јесени и зиме (60%), него током пролећа када је најмање активан (47%). Током пролећа и лета активан је дању, током јесени ноћу, а зими улази у хибернацију. Он води самотњачки живот и обично се много креће, осим у сезони парења или када брине о младунцима. Форможански црни медвед је уједно и једини који носи младунце и који прави привремено гнездо. 
Иако изгледа неспретно и споро, форможански црни медвед може лако да престигне човека, достиже брзину 30—40 км на сат. Добар је пливач и пењач. Због статуса угрожене подврсте и навике да избегава људе, форможански црни медвед је ретко виђен у диљвини. Кад се нађе у близини људи повлачи се и бежи од људи. Иако форможански црни медвед може да постане агресиван, ретко кад напада људе.

## Размножавање
- Гнездо
- Мајка малих медведа негује своју младунчад
- Младунче старо 44 дана
- Младунче медведа се пење на дрво

Као животиња самотњак, форможански црни медвед не остаје у свом склоништу, осим женке током узгојног периода. Период удварања мужјака је врло кратак. После парења, медведи се враћају својим самотњачким животима. Женка достиже полну зрелост са 3—4 година, а мужјак са 4—5 година старости, обично годину дана касније од женки. Парење је обично од јуна до августа, а трудноћа траје 6—7 месеци. Тако да, дивља женка обично рађа између децембра или фебруара.
Углавном окоти 1—3 младунца. Мајка се брине о својим младунцима око 6 месеци. Када су довољно снажни да напусте јазбину, мечићи остају уз мајку око 2 године, док мајка не уђе у нов циклус оплодње и одбаци (отера) мечиће од себе.

## Ловац и плен
Форможански црни медвед (台灣黑熊) и тајвански облачасти леопард (台灣雲豹) су две најмоћније животиње на Тајвану — некада су лутале по планинама Тајвана. Док је облачасти леопард изумро, црни медвед још увек постоји, мада као угрожена врста. По истраживању института за очување дивљих животиња, националног Пингтунг универзитета науке и технологије, ово може бити последица митова и традиција тајванских абориџина.
Народ Бунун црног медведа зове Агуман или Думан што значи ђаво. Ако замка неког бунунског ловца ухвати медведа, он мора да изгради колибу на планини и да тамо спали тело медведа. Он још мора да остане сам у колиби, далеко од села, све док се жетва проса не заврши. Рукаима и Пајванима је дозвољено да иду у лов на медведе, али ловци морају да плате цену носећи клетву. Рукаи сматрају да лов на медведе доноси болест. Није сваком дозвољено да једе медвеђе месо, а деци је то строго забрањено. Легенда каже да су црни медведи угледни „краљеви шуме” чије беле ознаке на грудима представљају месец. Тарокои верују да се убијањем црног медведеда изазива породична несрећа. У принципу међу овим племенима ловаца, најбољи ловци су ловци на свиње и они се сматрају херојима. Ловци на медведе сматрају се
губитницима.

## Угрожена врста
Од 1998 до 2000, 15 тих медведа је заробљено у националном парку Јушан. Пријављених виђања медведа нема пуно и нико не зна колико их има. Врста је законом заштићена од 1989. године, али криволов се наставља и веома штети целој популацији црних медведа. На пример, 8 од 15 медведа у заробљеништву су били повређени због разних незаконитих замки.
Од 1989. године, форможански црни медвед је наведен као угрожена врста и заштићен је по Тајванском закону о заштити споменика културе (Традиционално кинеско писмо: 文化資產保存法). На међународном плану, ова врста се налази на (CITES) листи. CITES забрањује сву међународну трговину овом животињом. Форможански црни медвед се налази на црвеној листи Међународне уније за очување природе (Међународна унија за очување природе|IUCN), наведена је као рањива врста и да јој прети истребљење.
Староседелачки ловац из племена Бунун је једном рекао „да нема медведа у планинама, шума би изгледала празна и ја бих био усамљен”. Меи-Хсиу са Инстута за очување дивљих животиња, борац за очување црног медведа, такође је рекао: „Не желимо да изгубимо ову душу тајванских планина, ми не желимо да их наши потомци виђају само у кавезима у зоолошким вртовима или у историјским књигама”.
Има наде за форможанског црног медведа. Године 2009. Лин Јуан-Јуан (члан групе за очување форможанског црног медведа националног парка Јушан) је снимио како мајка форможанског црног медведа покушава да помогне малим младунцима да пређу брзак у близини историјске стазе Батонгуан (八通關古道), у источном делу Тафена (塔芬).